# Кряж (лесоматериал)
Кряж — отрезок нижней, комлевой, части ствола, предназначенный для выработки специальных видов лесопродукции: облицовочного шпона, тары, лыж, спичек, шпал, в основном из лиственных пород дерева, реже из хвойных. Толщина кряжей колеблется от 12 см у тарного кряжа лиственных пород до 46 см у лиственничного кряжа для изготовления деревянных проводников шахтных стволов), длина — от 0,5 м (ружейный кряж) до 14 м (хвойный судостроительный кряж). Длина кряжей соответствует кратному числу чураков. Поставляется неокорённым.
Термин «кряж» присутствует в классификаторе ОКДП и занимает в нём группу кодов с 0220100 по 0220160. В ГОСТ 17462—84 «кряж» отсутствует, так как в 1989 году он был там заменён на «бревно». При этом ГОСТ 17462—84 сохраняет термин раскряжёвка, как разделение хлыста на брёвна. По состоянию на начало 2024 года, кряж упоминается во многих других ГОСТах:
- ГОСТ 15812-87 — древесина клеёная слоистая. Термины и определения.
- ГОСТ 16483.6-80 — древесина. Метод отбора модельных деревьев и кряжей для определения физико-механических свойств древесины насаждений.
- ГОСТ 9462-88 — лесоматериалы круглые лиственных пород. Технические условия.
- ГОСТ 9463-88 — лесоматериалы круглые хвойных пород. Технические условия.

## Классификация
00Полужирным курсивом выделяются названия лесоматериалов, отсутствующие в ГОСТ или классификаторе ОКДП.

### Общие понятия
- Комбинированный кряж — кряж для разделки на сортименты разного назначения.
- Чурак — короткомерный круглый сортимент, преимущественно отрезок кряжа, длина которого соответствует размерам, необходимым для обработки на деревообрабатывающих станках.

### Круглые сортименты для распиловки
- Авиационный кряж, или авиакряж (сокр. неофиц.) — для выработки авиационных пиломатериалов.
- Катушечный кряж — для выработки заготовок шпуль, катушек и ткацких челноков.
- Колодочный кряж — идёт на заготовки обувных колодок. Имеет длину 2 м, диаметр 30-40 см.[2]
- Карандашный кряж — для выработки карандашных дощечек. Используются преимущественно сибирский кедр и липа.
- Лыжный кряж — только лиственных пород. Грабовый кряж длиной 2—2,4 м, толщина от 20 см. Остальных пород: длина 1,5 м, 2—2,4 м, толщина от 16 см.
- Ружейный кряж — для производства лож, прикладов и ствольных накладок.
- Тарный кряж — для выработки пиломатериалов, используемых в производстве тары.
- Клёпочный кряж — тарный кряж для выработки бочарной клёпки. Размеры клёпочного кряжа для заливной бочковой тары: толщина от 14 см, длина у лиственных — от 0,6 м, у хвойных — 1—2,7 м, 2,75 м, 3—6,5 м. Клёпочный кряж для изготовления винных и пивных бочек берётся только дубовый, его размеры: длина от 0,6 м, толщина от 26 см.
- Шпальный кряж, или шпальник (сокр. неофиц.) — для выработки шпал и переводных брусьев рельсовых путей. Длина шпального кряжа для широкой колеи — 2,75 м или 5,5 м; ширина — от 26 см.
- Резонансный кряж — для выработки резонансных пиломатериалов, применяющихся в производстве музыкальных инструментов.
- Судостроительный кряж — для выработки пиломатериалов, применяемых в конструкциях судов и барж.
- Палубный кряж — для выработки палубных и шлюпочных пиломатериалов.
- Ступичный кряж, или ободный кряж (неофиц.)[3] — кряж для изготовления ступиц, спиц и ободьев деревянных колёс.

### Круглые сортименты для переработки лущением и строганием
- Фанерный кряж, или фанкряж[4] (неофиц.) — для выработки лущёного или строганого шпона. Длина кряжа общего назначения — 1,3 м, 1,6 м и кратные им; толщина не менее 16 см (из лиственных пород) или не менее 18 см (из хвойных пород). Кряж специального назначения из лиственных пород: длина 1,91 или 2,23 м и кратные ей, толщина от 18 см; из хвойных пород: длина 2,54 м и кратные ей, толщина от 20 см.
- Спичечный кряж, или спичкряж[4] (неофиц.) — для выработки спичечного шпона. На спички берётся осина, тополь, липа, ольха. Размеры: длина не менее 2 м, толщина не менее 16 см.
- Аккумуляторный кряж — для выработки аккумуляторного шпона.
- Стружечный кряж[5] — для выработки древесной стружки или древесной шерсти. Имеет диаметр от 10 см и длину 1—2 м и больше[6].